# Тарасовецька сільська рада
Тарасове́цька сільська́ ра́да — адміністративно-територіальна одиниця та орган місцевого самоврядування в Новоселицькому районі Чернівецької області. Адміністративний центр — село Тарасівці.

## Загальні відомості
- Населення ради: 5 140 осіб (станом на 2019 рік)

## Населені пункти
Сільській раді підпорядковані населені пункти:
- с. Тарасівці

## Склад ради
Рада складається з 26 депутатів та голови.
- Голова ради: Кохал Ігор Володимирович
- Секретар ради: Ністрян Тетяна Василівна

### Керівний склад попередніх скликань
| Прізвище, ім'я, по батькові | Основні відомості                                                         | Дата обрання | Дата звільнення |
| --------------------------- | ------------------------------------------------------------------------- | ------------ | --------------- |
| Тіху Григорій Георгійович   | Сільський голова, 1968 року народження                                    | 26.03.2006   | 31.10.2010      |
| Тігу Сегрій Зіновійович     | Сільський голова, 1955 року народження, освіта вища, член Партії регіонів | 31.10.2010   |                 |

Примітка: таблиця складена за даними сайту Верховної Ради України

### Депутати
За результатами місцевих виборів 2010 року депутатами ради стали:

#### За суб'єктами висування
| Суб'єкт висування | Кількість обраних депутатів | %   |
| ----------------- | --------------------------- | --- |
| Самовисування     | 26                          | 100 |

#### За округами
| № округу | Прізвище, ім'я, по батькові    | Дата визнання обраним | Освіта             | Партійна приналежність | Відомості про обраного депутата                                  |
| -------- | ------------------------------ | --------------------- | ------------------ | ---------------------- | ---------------------------------------------------------------- |
| 1        | Павлінський Аркадій Михайлович | 01.11.2010            | середня            | член Партії регіонів   | приватний підприємець                                            |
| 2        | Нігаєса Аркадій Миколайович    | 01.11.2010            | вища               | позапартійний          | Дом культури с. Тарасівці, директор                              |
| 3        | Корлотян Григорій Васильович   | 01.11.2010            | середня            | позапартійний          | тимчасово не працює                                              |
| 4        | Олар Георгій Васильович        | 01.11.2010            | вища               | позапартійний          | Новоселитцький ДНІ, водій                                        |
| 5        | Сухораб Лариса Василівна       | 01.11.2010            | вища               | позапартійна           | Новоселицька ЦРЛ, лікар-кардіолог                                |
| 6        | Мойсей Роман Васильович        | 01.11.2010            | вища               | позапартійний          | Тарасовецька загальноосвітня школа, вчитель                      |
| 7        | Сиротян Олексій Іванович       | 01.11.2010            | вища               | позапартійний          | Тарасовецька загальноосвітня школа, вчитель                      |
| 8        | Балан Аркадій Васильович       | 01.11.2010            | вища               | позапартійний          | «Агро-бав», керівник                                             |
| 9        | Панцир Едуард Володимирович    | 01.11.2010            | вища               | член Партії регіонів   | приватний підприємець                                            |
| 10       | Андрієш Наталія Василівна      | 01.11.2010            | вища               | член Партії регіонів   | Дом культури с. Тарасівці, художній керівник                     |
| 11       | Ністрян Тетяна Василівна       | 01.11.2010            | вища               | позапартійна           | Тарасовецька сільська рада, секретар                             |
| 12       | Андрієш Вячеслав Олександрович | 01.11.2010            | вища               | позапартійний          | Митний пост «Мамалига», інспектор                                |
| 13       | Пушкашу Харалампій Дмитрович   | 01.11.2010            | вища               | позапартійний          | Тарасовецька лікарня, завідувач                                  |
| 14       | Безушка Лариса Сергіївна       | 01.11.2010            | вища               | позапартійна           | Тарасовецька загальноосвітня школа, заступник директора          |
| 15       | Георгеман Вячеслав Іванович    | 01.11.2010            | середня            | член Партії регіонів   | тимчасово не працює                                              |
| 16       | Кріган Ганна Володимирівна     | 01.11.2010            | вища               | позапартійна           | Тарасовецька сільська рада, касир                                |
| 17       | Кохал Ігор Володимирович       | 01.11.2010            | вища               | позапартійний          | Фонд соціального захисту, начальник відділення                   |
| 18       | Комарецька Ніна Валентинівна   | 01.11.2010            | середня            | позапартійна           | тимчасово не працює                                              |
| 19       | Келя Володимир Іванович        | 01.11.2010            | вища               | позапартійний          | Меблева фабрика «Черемшина», робітник                            |
| 20       | Казак Лідія Георгіївна         | 01.11.2010            | середня спеціальна | позапартійна           | Бібліотека, завідувачка                                          |
| 21       | Федоренко Іларіон Леонович     | 01.11.2010            | вища               | позапартійний          | СТОВ «Тарасівці», директор                                       |
| 22       | Тодеріка Сільвія Троянівна     | 01.11.2010            | середня            | член Партії регіонів   | приватний підприємець                                            |
| 23       | Лаю Олексій Георгійович        | 01.11.2010            | середня            | позапартійний          | тимчасово не працює                                              |
| 24       | Келя Альона Іванівна           | 01.11.2010            | вища               | позапартійна           | Тарасовецька сільська рада, начальник військово-облікового столу |
| 25       | Безушка Микола Георгійович     | 01.11.2010            | вища               | позапартійний          | СТОВ «Тарасівці», завідувач складу                               |
| 26       | Негруца Аркадій Зіновійович    | 01.11.2010            | середня            | член Партії регіонів   | приватний підприємець                                            |